# Samuel Smiles
Samuel Smiles (23 de desembre de 1812 – 16 d'abril de 1904), va ser un escriptor i reformador social escocès considerat el primer a escriure un llibre d'autoajuda.

## Biografia
Smiles nasqué a Haddington, East Lothian, Escòcia, Mentre que els altres membres de la seva família eren Cameronians estrictes, ell no practicà aquesta forma de religió. Va deixar l'escola als 14 anys i va estudiar medicina a la Universitat d'Edinburgh el 1829. En política va donar un ferm suport a Hume. A la mort del seu pare va passar a regir la botigueta familiar en el convenciment que "Lord will provide" (Déu proveirà) 
L'any 1837, va escriure articles per al Edinburgh Weekly Chronicle i el Leeds Times (que més tard dirigiria), en la campanya per reformar el parlament (Reform Act 1832). El maig de 1840, Smiles va esdevenir Secretari de la Leeds Parliamentary Reform Association, una organització que tenia els sis objectius del Cartisme: sufragi universal masculí per als majors de 21 anys, districtes electorals de mida igual, votació secreta, acabar amb la necessitat dels membres del Parlament de ser terratinents, que fossin càrrecs pagats, i mantenir Parlaments anuals.
Com a editor del Leeds Times, va advocar per causes radicals com les del sufragi femení, el comerç lliure o la reforma parlamentària.
L'any 1845 deixà el Leeds Times i va passar a ser el secretari de l'empresa de ferrocarril Leeds & Thirsk Railway. Després de nou anys treballà per la South Eastern Railway.

## Autoajuda
A la dècada de 1850 Smiles va concentrar els seus esforços intel·lectuals en la reforma de l’educació i la millora de la vida de les persones sense grans mitjans, arribant a definir el concepte d'autoajuda. El 1859 va publicar el seu llibre Self-Help basat en un discurs seu pronunciat l'any 1845 en el que es referia a l'educació de la classe treballadora. El llibre va ser un supervendes des de bon començament, amb múltiples edicions i traduccions a moltes llengües. Només al Japó de l'era Meiji va vendre més d’un milió d’exemplars. Un dels seus àvids lectors va ser el jove Sakichi Toyoda, el fundador de Toyota, que va rebre les aventures del protagonista –un inventor que dissenyava ginys per a la indústria tèxtil– com una veritable epifania.

## Escrits

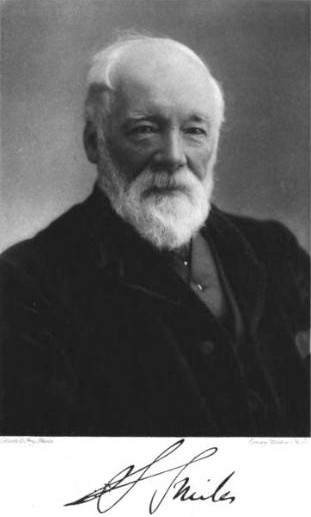

### Sobre autoajuda
- Self-Help, 1859
- Character, 1871
- Thrift, 1875
- Duty, 1880
- Life and Labour, 1887

### Obres biogràfiques
- The Life of George Stephenson, 1857
- The Story of The Life of George Stephenson, Londres, 1859
- Brief biographies, Boston, 1860
- Lives of the Engineers, 5 vol, London 1862
  - Vol 1, Early engineers – James Brindley, Sir Cornelius Vermuyden, Sir Hugh Myddleton, Capt John Perry
  - Vol 2, Harbours, Lighthouses and Bridges – John Smeaton i John Rennie (1761–1821)
  - Vol 3, History of Roads – John Metcalf i Thomas Telford
  - Vol 4, The Steam Engine – Boulton and Watt
  - Vol 5, The Locomotive – George Stephenson i Robert Stephenson
- Industrial Biography, 1863

Inclou biografies d'Andrew Yarranton, Benjamin Huntsman, Dud Dudley, Henry Maudslay, Joseph Clement, etc..
- Vol 4 Boulton and Watt, 1865
- The Huguenots: Their Settlements, Churches and Industries in England and Ireland, 1867
- The Huguenots in France. 1870
- Lives of the Engineers, new ed. in 5 vols, 1874

(includes the lives of Stephenson and Boulton and Watt)
- Life of a Scotch Naturalist: Thomas Edward, 1875
- George Moore, Merchant and Philanthropist, 1878
- Robert Dick, Baker of Thurso, Geologist and Botanist, 1878
- Men of Invention and Industry, 1884

Phineas Pett, Francis Pettit Smith, John Harrison, John Lombe, William Murdoch, Frederick Koenig,The Walter family of The Times, William Clowes, Charles Bianconi, and chapters on Industry in Ireland, Shipbuilding in Belfast, Astronomers and students in humble life
- James Nasmyth, engineer, an autobiography, ed. Samuel Smiles, 1885
- A Publisher and his Friends. Memoir and Correspondence of the Late John Murray, 1891
- Jasmin. Barber, poet, Philanthropist, 1891
- Josiah Wedgwood, his Personal History, 1894
- The Autobiography of Samuel Smiles, LLD, ed. T. Mackay, 1905 – New York edition